# 가이우스 플리니우스 세쿤두스

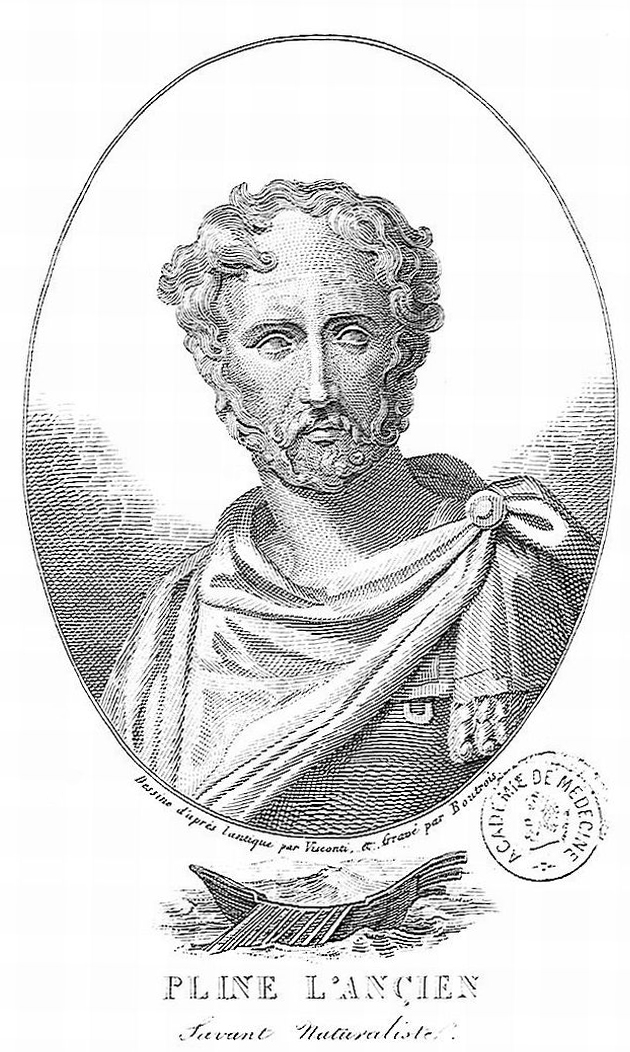
가이우스 플리니우스 세쿤두스

가이우스 플리니우스 세쿤두스(라틴어: Gaius Plinius Secundus Major, 23년 ~ 79년 8월 24일)는 고대 로마의 박물학자, 정치인, 군인이다. 로마 제국의 해외 영토 총독을 역임하는 한편, 자연계를 아우르는 백과사전 《박물지》를 저술했다. 일반적으로는 대플리니우스로 불린다. 조카인 가이우스 플리니우스 카이킬리우스 세쿤두스(소플리니우스)는 문인 정치인이었으며, 양자로 삼았다.  

## 생애
이탈리아 북부의 노붐 코뭄(현재의 코모)에서 태어났다. 플리니우스는 사상적으로 스토아 학파의 논리와 자연철학과 윤리학을 신봉하고 있었다. 스토아 학파의 첫 번째 목적은 자연법칙에 따라 덕이 높은 삶을 것이며, 자연에 대한 이해를 필요로 했다. 조카인 소 플리니우스에 따르면, 플리니우스는 새벽부터 일을 시작해 공부하는 시간을 제외한 모든 시간 낭비라고 생각하고, 독서를 멈추는 것은 욕조에 들어가있는 시간 뿐이었다 한다.
23살 때 군대에 들어가 게르마니아 원정에 종군했다. 50년대에 로마로 돌아 법학을 공부했지만 수사학으로 성공하지 못하고 학문 연구와 저작에 전념했다. 70년경부터 72년에 걸쳐 히스파니아, 타라코넨시스(스페인 북부)에 황제 대관으로 부임했다. 이때 현재는 세계 유산이 된 라스메두라스에서 채광 작업을 접했다. 마지막은 이탈리아로 돌아가서 직접 베스파시아누스 황제를 섬기는 요직에 올랐다. 이 업무는 하루의 거의 대부분을 자유롭게 사용할 수 있었기 때문에, 플리니우스는 적극적으로 펜을 들고, 로마 역사 31권을 정리해 네로 황제의 시대에서 자료를 정리 계속해 《박물지》 37권의 거의 대부분 분량을 다 썼다고 한다.
베스비우스 화산 폭발 때 미세눔의 함대 사령관으로 근무하던 중에 베수비오 화산이 뿜어낸 유독 가스에 질식하여 순직하였다.

## 저서
플리니우스의 저작물은 모두 102개에 달하지만, 현존하는 것은 77년에 완성된 《박물지》(Naturalis Historia, 우리말로 옮기면 《자연의 역사》) 뿐이다. 자연과 예술에 대한 최초의 간행물이었던 37권은 자연, 인문 등 각 방면에 걸친 지식의 보고로서 많은 오류를 지니고 있으나, 자료로서의 가치는 무궁무진해서 《코스모스》에서 언급된 적이 있다. 이 밖에 군기, 역사, 철학, 문법에 관한 저작이 있으나 모두 소실되었다.

## 같이 보기
- 플리니식 분화